# Поглощение электромагнитного излучения
Поглощение электромагнитного излучения — процесс потери энергии потоком электромагнитного излучения вследствие взаимодействия с веществом.

## Описание явления
Поглощённое излучение может быть полностью или частично излучено средой вновь: на частотах, отличных от частоты поглощённого излучения. Зависимость поглощения от частоты определяется спектром поглощения вещества, а отношение величины поглощённого потока к величине падающего потока — коэффициентом поглощения. Количественные характеристики процесса поглощения изучает фотометрия.
Обратным поглощению процессом является рассеяние электромагнитного излучения, частным случаем которого является отражение электромагнитных волн на границе раздела сред.
В классическом представлении — поглощение обусловлено вынужденными колебаниями электрических зарядов (или атомов) в переменном поле электромагнитной волны при условии, что существует канал диссипации энергии этих колебаний (обусловленный, например, трением или столкновением колеблющихся зарядов друг с другом, вследствие чего изменяются амплитуды и фазы их гармонических колебаний, то есть происходит переход энергии колебаний в тепловую энергию). В макромире — это взаимодействие выглядит как переход электромагнитной энергии в другие виды энергии.
В квантовой физике — поглощение происходит порциями (квантами), в результате переходов квантовой системы между различными квантовыми состояниями. Поглощённая энергия может: перейти в тепло, быть излучённой в процессе фотолюминесценции, вызвать фотохимические реакции — и тому подобное.

## Измерение поглощения
Количественно поглощение в простейших случаях описывается показателем поглощения. Так, согласно закону Бугера — Ламберта — Бера, интенсивность света, распространяющегося в поглощающей среде, спадает с расстоянием по закону:
{\displaystyle I=I_{0}\cdot \exp \left(-k\cdot x\right)}
где {\displaystyle I} и {\displaystyle I_{0}} — интенсивности излучения (в данной точке и в точке {\displaystyle x=0}), {\displaystyle k} — показатель поглощения, а {\displaystyle x} — координата вдоль направления распространения излучения.

## Применение
Изучение принципов поглощения электромагнитного излучения и его измерение — применяются в областях, таких как:
- метеорология и климатология
- астрономия (альбедо)
- медицина
- радиохимия / радиационная химия
- оптика
- биология